# كاظم حسين
كاظم حسين (بالعربية: كاظم حسين عبدالله) هو لاعب كرة قدم عراقي، ولد في 30 نوفمبر 1977.